# Carles Fité
Carles Fité Castellana (nacido en Sabadell, Barcelona, el 4 de noviembre de 1978) es un periodista que trabaja como colaborador en varios medios de comunicación. Trabajó como subdirector de deportes de ABC Punto Radio. También en la cadena COPE desde 1998 hasta 2010, cuando dejó de ser subdirector de deportes de la cadena, tras la renovación del área deportiva de la COPE y la entrada de Paco González como responsable de deportes de la emisora.

## Trayectoria
Empezó su carrera en Matadepera Ràdio donde retransmitió los partidos del CE Sabadell junto a Toni Padilla. En esta emisora ocupó cargos directivos y participó en diferentes programas, como "Els més sonats" o las populares retransmisiones de la gala de los Oscars.
Posteriormente empezó a trabajar en la redacción de deportes de la Cadena COPE en Barcelona. Durante un año fue el micrófono inalámbrico en los partidos del RCD Español, aunque adquirió notoriedad posteriormente en los partidos del FC Barcelona. En 2007 se traslada a Madrid, para incorporarse a la redacción central de deportes de la cadena hasta julio de 2010, fecha en la que rescinden el contrato al equipo de deportes liderado por José Antonio Abellán, tras el fichaje de Paco González y Pepe Domingo Castaño provenientes de la Cadena SER.
Trabajó desde el mes de noviembre de 2010 como corresponsal de deportes de RAC1 en Madrid, centrándose en la información sobre el Real Madrid y haciendo colaboraciones puntuales en varias tertulias: Futboleros de Marca TV y Fútbol es Fútbol de Telemadrid. Desde agosto de 2011 hasta marzo de 2013, es el subdirector de deportes de ABC Punto Radio, bajo la dirección de nuevo de Abellán hasta el cierre de la emisora. Participa semanalmente en el programa El chiringuito de jugones de Mega, además del programa Onze en Esport3. Presenta dos programas semanales en un acuerdo con la Federación Catalana de Futbol: La Frontal, que se emite por Esport3 y L'Orsai que se emite por La Xarxa.

## Curiosidades
- Carles es socio del CE Sabadell, club de su ciudad. Además tiene una peña con su nombre fundada por aficionados argentinos arlequinados.
- Se presentó como alcaldable a las elecciones municipales de 2007 en Matadepera por el PAM (Proposta Activa de Matadepera).[2]